# Kleinschmidtimyia pisi
Kleinschmidtimyia pisi är en tvåvingeart som först beskrevs av Otto Kleinschmidt 1961.  Kleinschmidtimyia pisi ingår i släktet Kleinschmidtimyia och familjen minerarflugor. Inga underarter finns listade i Catalogue of Life.